# Sędzia liniowy (piłka siatkowa)

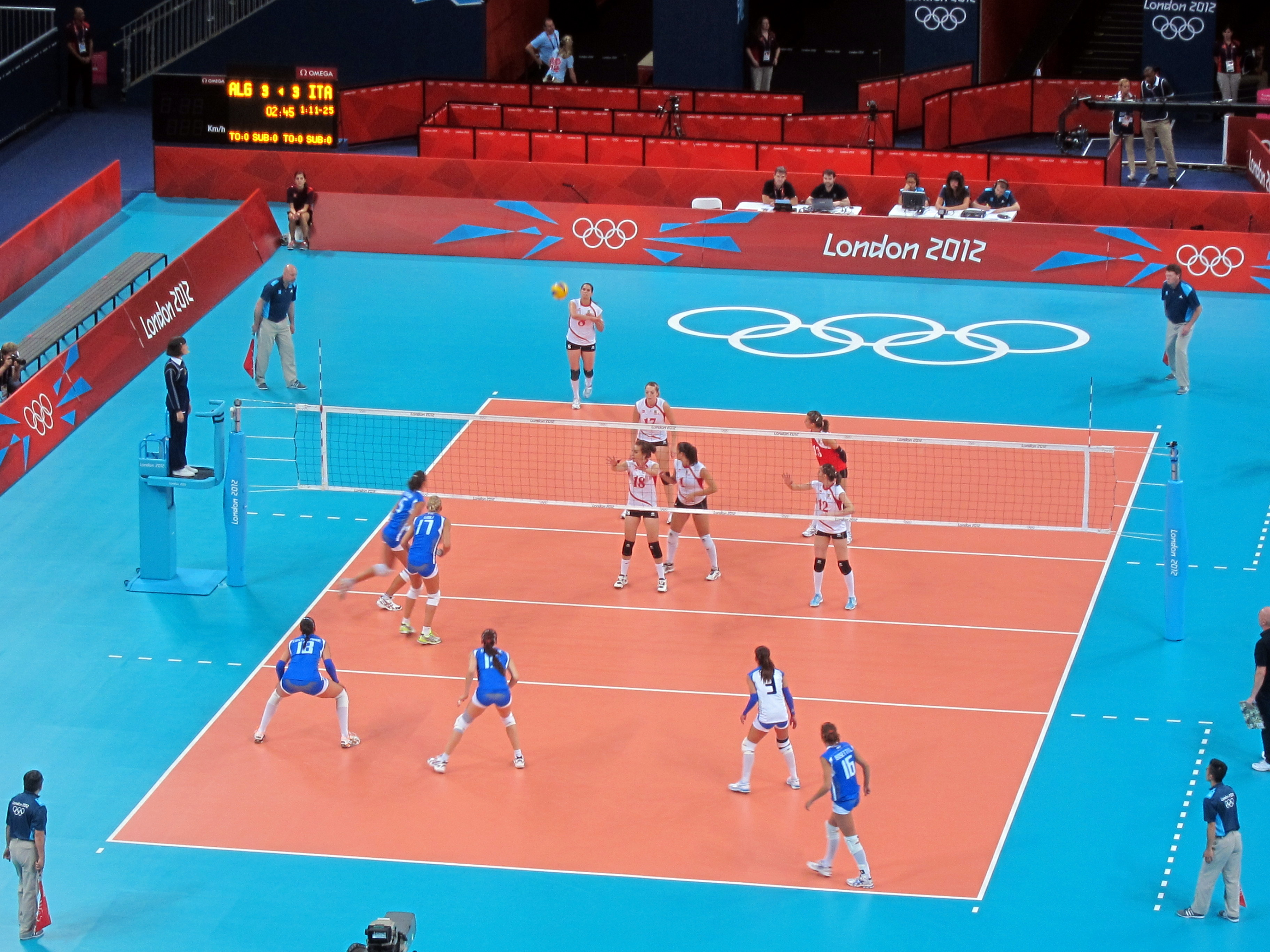
Widoczni czterej sędziowie liniowi na meczu kobiet Algieria – Włochy na igrzyskach olimpijskich 2012 w Londynie

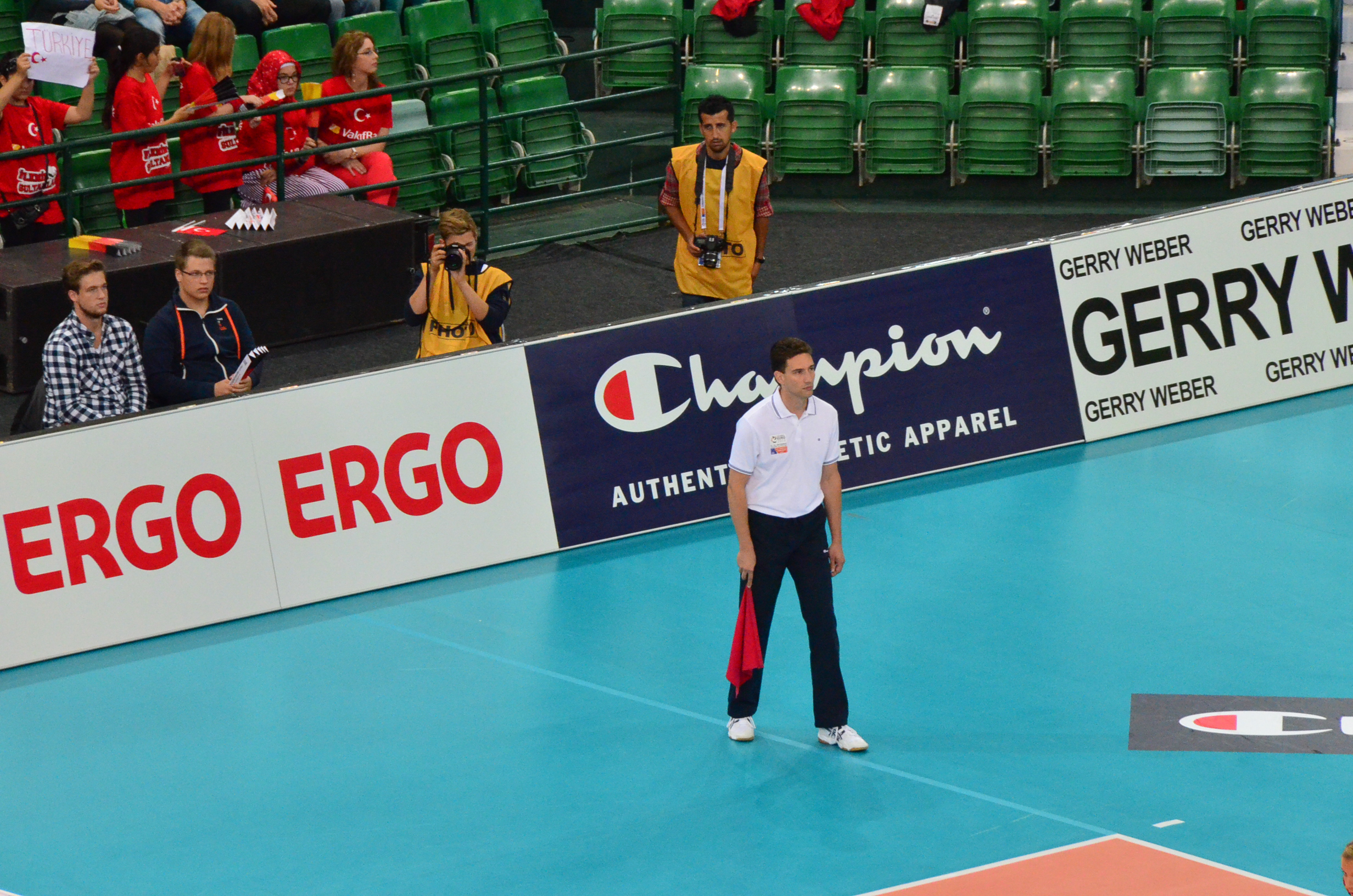
Sędzia liniowy na Mistrzostwach Europy w Piłce Siatkowej Kobiet 2013

Sędzia liniowy – sędzia sportowy odpowiedzialny za egzekwowanie przepisów gry w piłkę siatkową podczas meczu.

## Liczba i ustawienie sędziów liniowych
W światowych i oficjalnych zawodach Międzynarodowej Federacji Piłki Siatkowej (FIVB) musi być obowiązkowo czterech sędziów liniowych. Stoją oni w wolnej strefie w odległości 1–3 metrów od każdego narożnika boiska, na umownym przedłużeniu linii, którą obserwują. Jeżeli w obsadzie sędziowskiej jest tylko dwóch sędziów liniowych, stoją oni przy rogach boiska po prawej stronie każdego z sędziów (pierwszego i drugiego), po przekątnej w odległości 1–2 metrów od narożnika boiska. Każdy z nich obserwuje linię końcową i linię boczną po swojej stronie. 

## Ekwipunek i sygnalizacja sędziów liniowych
Sędziowie liniowi wykonują swoje funkcje używając chorągiewek (40 × 40 centymetrów), sygnalizując za ich pomocą rodzaj popełnionych błędów: 
- piłka „w boisku” lub piłka „autowa”, gdy upada ona w pobliżu obserwowanych przez nich linii,
- dotknięcie piłki „autowej” przez zespół, po którego stronie upada piłka,
- dotknięcie antenki przez piłkę, przejście piłki z zagrywki na drugą stronę siatki poza przestrzenią przejścia i tak dalej,
- wyjście przez któregokolwiek z zawodników (z wyjątkiem zawodnika zagrywającego) poza swoje boisko w momencie wykonania zagrywki,
- błąd stopy (przekroczenie linii) zawodnika zagrywającego,
- każdy kontakt z 80-centymetrową antenką po swojej stronie boiska któregokolwiek z zawodników w czasie gry piłką lub gdy wpływa to na grę,
- przejście piłki przez pionową płaszczyznę siatki poza przestrzenią przejścia nad boisko przeciwnika lub dotknięcie antenki przez piłkę po swojej stronie boiska,
- sędzia liniowy na prośbę sędziego pierwszego musi powtórzyć swoją sygnalizację.